# HaChashmonaim Tower
HaChashmonaim Tower – biurowiec w osiedlu Montefiore we wschodniej części miasta Tel Awiw, w Izraelu.

## Opis
Wybudowany w 1993 w stylu modernistycznym, wzorowany na budynku Haas-Haus w Wiedniu. Budynek ma 16 kondygnacji i wysokość 66 metrów. Wzniesiono go z betonu. Elewacja jest wykonana ze szkła i płytek ceramicznych w kolorach niebieskim i jasnoróżowym. Cztery najniższe piętra służą jako parking samochodowy. Powyżej znajduje się centrum handlowe, a następnie na wyższych piętrach biura.